# Consciência e Realidade Nacional
Consciência e Realidade Nacional é um livro de 1960 de Álvaro Vieira Pinto em dois volumes: "A consciência ingênua" e "A consciência crítica". Aborda questões entre filosofia e subdesenvolvimento. Foi uma publicação do Instituto Superior de Estudos Brasileiros pelo MEC, parte integrante da coleção "Textos Brasileiros de Filosofia". A obra apresenta uma releitura das filosofia da existência, com bases na dialética hegeliana, do materialismo histórico e da questão do subdesenvolvimento.
Inicialmente, o autor especulava dar à obra o nome de Gênero e formas da consciência nacional.
Marco da filosofia brasileira, a obra foi rapidamente discutida pelo público especializado, nos anos de 1962 e 1963, recebendo diversas críticas e comentários.

## Edições
A obra foi publicada em 1960 em 2 volumes (em português), sendo o primeiro lançado em 1960, e o segundo em 1961. Não teve reedições.